# Роузленд (Каліфорнія)
Роузленд (англ. Roseland) — переписна місцевість (CDP) в США, в окрузі Сонома штату Каліфорнія. Населення — 6325 осіб (2010).

## Географія
Роузленд розташований за координатами 38°25′4″ пн. ш. 122°43′22″ зх. д. / 38.41778° пн. ш. 122.72278° зх. д. (38.417891, -122.722873).  За даними Бюро перепису населення США в 2010 році переписна місцевість мала площу 2,44 км², уся площа — суходіл.

## Демографія
Згідно з переписом 2010 року, у переписній місцевості мешкало 6325 осіб у 1724 домогосподарствах у складі 1252 родин. Густота населення становила 2597 осіб/км².  Було 1824 помешкання (749/км²).
Расовий склад населення:
| - 51,1 % — білих - 4,4 % — азіатів - 3,5 % — корінних американців - 2,1 % — чорних або афроамериканців - 0,2 % — вихідців з тихоокеанських островів - 32,9 % — осіб інших рас |

До двох чи більше рас належало 5,8 %. Частка іспаномовних становила 59,7 % від усіх жителів.
За віковим діапазоном населення розподілялося таким чином: 28,9 % — особи молодші 18 років, 64,3 % — особи у віці 18—64 років, 6,8 % — особи у віці 65 років та старші. Медіана віку мешканця становила 30,2 року. На 100 осіб жіночої статі у переписній місцевості припадало 111,4 чоловіків;  на 100 жінок у віці від 18 років та старших — 113,8 чоловіків також старших 18 років.
Середній дохід на одне домашнє господарство  становив 64 848 доларів США (медіана — 50 950), а середній дохід на одну сім'ю — 69 002 долари (медіана — 55 179). Медіана доходів становила 37 157 доларів для чоловіків та 40 625 доларів для жінок. За межею бідності перебувало 13,4 % осіб, у тому числі 19,7 % дітей у віці до 18 років та 6,8 % осіб у віці 65 років та старших.
Цивільне працевлаштоване населення становило 2881 осіб. Основні галузі зайнятості: освіта, охорона здоров'я та соціальна допомога — 14,8 %, роздрібна торгівля — 13,0 %, будівництво — 10,9 %, науковці, спеціалісти, менеджери — 10,8 %.